# رعد وميثاق
رعد السامرائي وميثاق السامرائي (15 كانون الأول 1974م -) مغنيان عراقيان توأمان، يغنيان معاً، اشتهرا بغناء المواويل. نال التوأمان رعد وميثاق جائزة أفضل ثنائي غنائي سنة 2009، في مهرجان أوسكار للأغنية المصورة الدولي في دورته العاشرة. وحصلا على جائزة أفضل كليب لأغنية «مهموم» في مهرجان الفضائيات العربية في شهر تشرين الأول سنة 2016. وفقاً لصحيفة الراية القطرية رعد وميثاق «يُعدان من أشهر التوائم الفنية في العالم العربي بحكم أنهما يمثلان حالة فنية نادرة».